# Євангеліст Матвій (Мікеланджело)

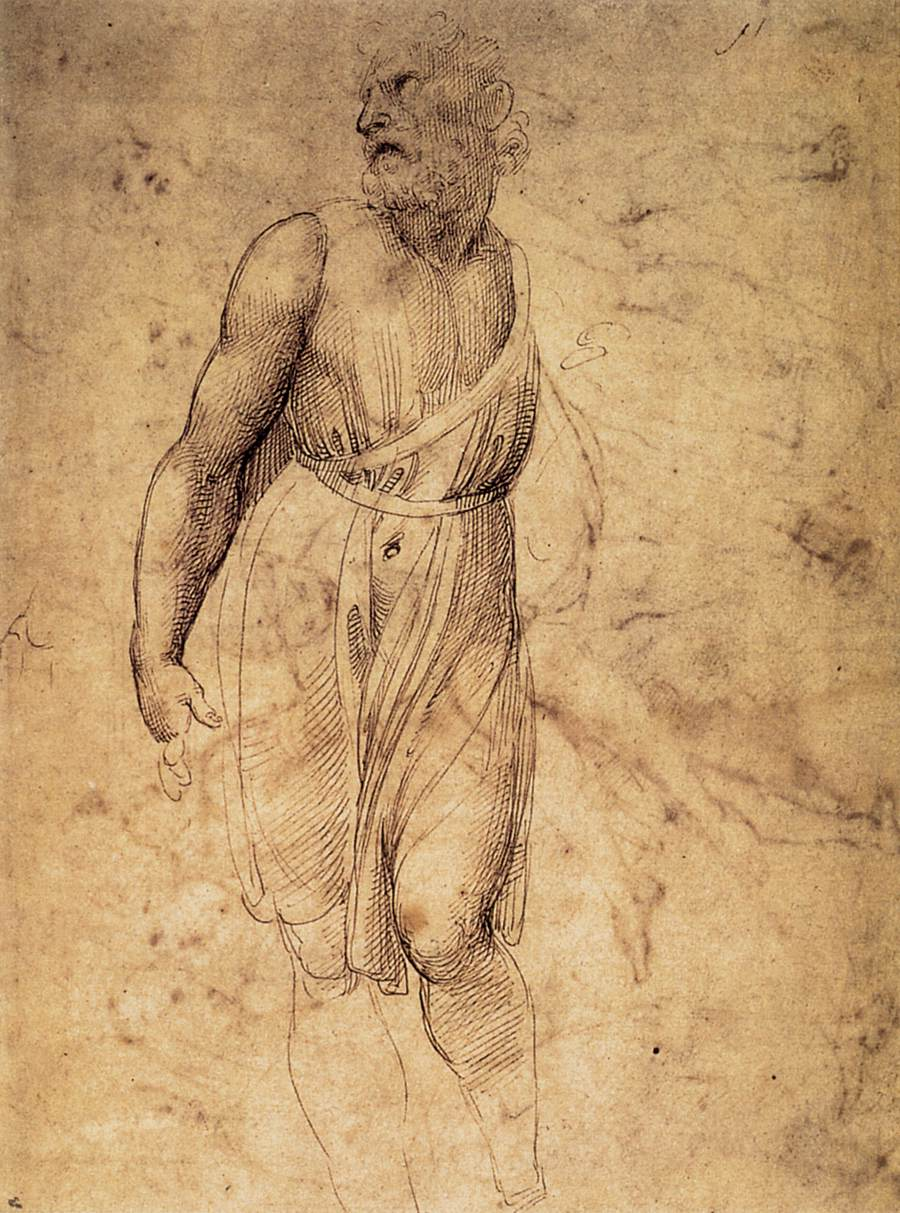
Рафаель. «Євангеліст Матвій» (штудія за Мікеланджело)

«Євангелі́ст Матві́й» (італ. San Matteo; також — «Святи́й Матві́й») — незакінчена мармурова статуя апостола Матвія, створена італійським скульптором і художником Мікеланджело Буонарроті близько 1505 —1506 рр. Вільям Воллес зазначав, що цей твір Мікеланджело мав значний вплив на його сучасників, зокрема це видно у позі Святої Катерини з картини Рафаеля та у скульптурах Якопо Сансовіно, зокрема у статуї «Святого Якова».

## Історія створення
24 квітня 1503 року Мікеланджело підписав договір із шерстяним цехом (італ. Arte della Lana) на дванадцять статуй апостолів для собору Санта Марія дель Фйоре, з умовою, що він мав закінчувати по одній роботі на рік[а]. Договором передбачалося, що скульптор сам поїде у Каррару для вибору мармуру. Принаймні п'ять блоків було доставлено у Флоренцію до 1504 року. Мікеланджело встигнув розпочати тільки одну статую  — статую «Святого Матвія».

## Опис
Мармуровий блок, з якого Мікеланджело вирубував статую, зберіг свої прямокутні форми. Сама фігура святого виконана у сильному контрапості — ліва нога піднята і спитається на камінь, що спричиняє зміну осі між тазом та плечима. У правій руці він тримає книгу, міцно притиснуту до тіла. Голова апостола звернена наліво і вверх. Ліва рука лежить вздовж тіла вільно, як непотрібна, адже Левій Матвій записував не власні слова, а сказані йому ангелом.
Як зазначив Лазарєв, поза святого є зовсім незвична, адже здається, що Матвій намагається вивільнитися із каменя, але той тримає його й не відпускає.

## Техніка «non finito»
Вазарі розглядав цю роботу не як статую, а як попередню заготовку чи модель. Він писав, що Мікеланджело «зробив ще ескіз мармурової статуї св. Матвія для Санта Марія дель Фйоре. Цей ескіз показує велику довершеність і навчає скульпторів, яким способом треба різьбити статуї з мармуру, не псуючи його, як знімати мармур шарами так, щоб можна було завжди доцільно використати його, дещо усунути або змінити, якщо це буде потрібно». Ерік Шильяно ж писав, що «„Святий Матвій“ — це значно більше, і значно менше, аніж просто незавершена статуя». На думку Шильяно, Мікеланджело не хотів розбивати камінь, бо «бачив, що вплив зробленого частково полягав у тому, чого він не робив, у камені, який він не забрав». Він також наводить слова Пітера Роквела (англ. Peter Rockwell), сучасного скульптора та мистецтвознавця, що підхід, який Вазарі описав, як довершений та правильний, насправді є «незручною та складною технікою для вирубування статуї, а також є незвичною для того періоду, та й для самого Мікеланджело. Це, радше, алгоритм розкриття, а не практичний спосіб».
У надгробній промові на смерть Мікеланджело, Бенедетто Варкі (італ. Benedetto Varchi) вирізняє цей твір як такий, що показує «глибину та досконалість інтелекту та таланту» скульптора. Це може вважатися одним із перших задокументованих свідчень визнання незакінченого твору мистецтва.

## Образ у мистецтві

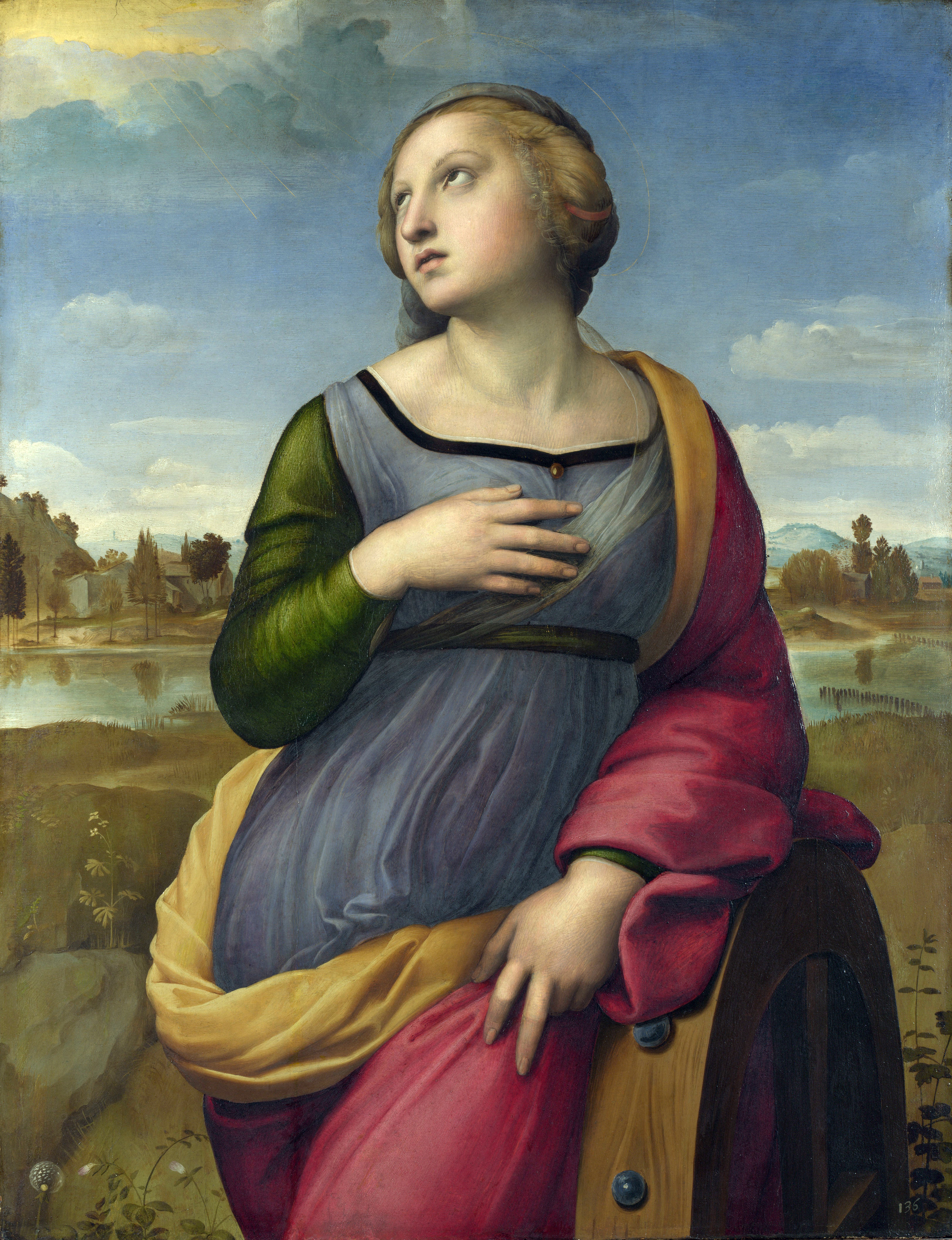
Рафаель. «Свята Катерина» (1508)

Штудія Рафаеля за «Євангелістом Матвієм» датується 1507 роком. Зараз малюнок зберігається у Британському музеї. Чітко промальована ліва рука, а права з книгою навіть не намічена. Рафаель продовжив лінії ніг, так, що видно литки святого.
1998 року було опубліковано вірш «Мікеланджело: Св. Матвій — незавершено» Луїзи Лоуренс Вайт (англ. Louise Lawrence White), у якому зображено скульптора, що перестав працювати над каменем після того, як добувся до його серця.